# Mongolarachne jurassica
A Mongolarachne jurassica a pókszabásúak (Arachnida) osztályának a pókok (Araneae) rendjébe, ezen belül a fosszilis Mongolarachnidae család egyetlen faja.

## Rendszertani besorolása
Amikor felfedezték úgy vélték, hogy egy fosszilis Nephila-faj, emiatt először Nephila jurassica-nak nevezték el, de később, további kutatások után az őslénykutatók rájöttek, hogy nem áll közeli rokonságban eme pókokkal. Úgyhogy átnevezték a mai nevére és saját nemet és családot alkottak meg neki.

## Előfordulása
A Mongolarachne jurassica körülbelül 164 millió évvel élt ezelőtt, az úgynevezett középső jura korban, ott ahol manapság az Északkelet-Kína-i Ningcheng megyei Tiaojishan Formation van.

## Megjelenése
A nőstény holotípus a hasi részével felfelé kövesedett meg. Két láb hiány az egész pók megmaradt. A tormérete 9,31x6,83 milliméter és a potrohmérete 15,36x9,5 milliméter. A teljes testhossza körülbelül 24,6 milliméter. A mellső lábpár 56,5 milliméter hosszú. Ezekkel a méretekkel ez a példány körülbelül akkora, mint egy mai Nephila nőstény; így a M. jurassica az eddigi legnagyobb felfedezett fosszilis pók. A lábain szeták találhatók. A hím példány testhossza 16,54 milliméter; meghosszabbodott tapogatólábakkal (pedipalpus).

## Fordítás
- Ez a szócikk részben vagy egészben  a   Mongolarachne című angol Wikipédia-szócikk ezen változatának fordításán alapul.  Az eredeti cikk szerkesztőit annak laptörténete sorolja fel. Ez a jelzés csupán a megfogalmazás eredetét és a szerzői jogokat jelzi, nem szolgál a cikkben szereplő információk forrásmegjelöléseként.